# Pleurothallis carnosa
Pleurothallis carnosa är en orkidéart som beskrevs av Kenneth William Braid. Pleurothallis carnosa ingår i släktet Pleurothallis och familjen orkidéer. Inga underarter finns listade i Catalogue of Life.